# Los señores de Alcorcón y el holgazán de Pepón
Los señores de Alcorcón y el holgazán de Pepón es una serie de historietas creada por Roberto Segura para el semanario "Ven y Ven" en 1959.

## Trayectoria editorial
Los señores de Alcorcón y el holgazán de Pepón apareció por primera vez en el número 1 del tebeo "Ven y Ven", rebautizado ese mismo año como "Suplemento de Historietas de El DDT".
En 1960, pasó a "Tío Vivo", y se publicó después en otras revistas de Bruguera, como "Super Tío Vivo" (1972), "Mortadelo Gigante" (1974), "Mortadelo Especial" (1975), "Super Carpanta" (1977), "Super Cataplasma" (1978), "Mortadelo" (1984) o "Pulgarcito" (1985). Ediciones B la incluyó en "Super Mortadelo" (1988).

## Argumento y personajes
Los señores de Alcorcón y el holgazán de Pepón refleja la costumbre que se daba en España durante el franquismo de que los matrimonios jóvenes compartiesen su casa con un familiar soltero para poder afrontar el pago de la hipoteca. El matrimonio de esta historieta está compuesto por Arturo, de profesión oficinista, y su mujer, que es la hermana mayor de Pepón. Este último vive en la casa sin aportar nada a cambio, lo que provoca fuertes irritaciones a Arturo.